# Uranothauma splendens
Uranothauma splendens är en fjärilsart som beskrevs av Stoneham 1937. Uranothauma splendens ingår i släktet Uranothauma och familjen juvelvingar. Inga underarter finns listade i Catalogue of Life.